# Alice Ghostley
Alice Margaret Ghostley (Eve, 14 agosto 1923 – Los Angeles, 21 settembre 2007) è stata un'attrice statunitense, attiva dal 1953 in cinema, teatro, televisione.

## Biografia
Figlia di un operatore del telegrafo, crebbe nella cittadina di Henryetta (Oklahoma). Diplomata alla high school, frequentò poi la University of Oklahoma che lasciò però prima di completare il ciclo di studi per intraprendere la carriera di attrice di teatro. Debuttò a Broadway nello spettacolo di Leonard Sillman New Faces of 1952, ruolo che riprese nel 1954 nel film che dal lavoro teatrale fu tratto. Nel 1960 apparve nella rivista A Thurber Carnival e in The Beauty Part (1962). Fra gli altri musical da lei interpretati figura quello intitolato al mito di Shangri-La (1956).
Nel 1965 l'attrice vinse il Tony Award come miglior attrice per il ruolo di Mavis Parodus Bryson ricoperto nella commedia di Lorraine Hansberry The Sign in Sidney Brustein's Window. Fra le altre sue interpretazioni di maggiore rilievo si segnalano quella di Esmeralda nella serie televisiva Vita da strega e quella di Bernice Clifton nel serial Quattro donne in carriera per la quale fu candidata al premio di miglior attrice non protagonista agli Emmy 1992. Nel 1978 rimpiazzò a Broadway Dorothy Loudon, creatrice del ruolo di Miss Hannigan nel musical Annie. Morì nel 2007 a 84 anni per un cancro al colon e una serie di ictus. È sepolta nel cimitero di Oak Hill a Siloam Springs, Arkansas.

## Vita privata
La Ghostley è stata sposata all'attore italo-americano Felice Orlandi dal 1953 fino alla morte di questi, avvenuta nel 2003. La coppia non ebbe figli.

## Filmografia parziale

### Cinema
- Il buio oltre la siepe (To Kill a Mockingbird), regia di Robert Mulligan (1962)
- I miei sei amori (My Six Loves), regia di Gower Champion (1963)
- Carta che vince, carta che perde (The Flim-Flam Man), regia di Irvin Kershner (1967)
- Il laureato (The Graduate), regia di Mike Nichols (1967)
- Riprendiamoci Forte Alamo! (Viva Max), regia di Jerry Paris (1969)
- Gator, regia di Burt Reynolds (1976)
- Grease, regia di Randal Kleiser (1978)
- La strana coppia II (The Odd Couple II), regia di Howard Deutch (1998)

### Televisione
- Lights Out – serie TV, episodio 4x17 (1951)
- Cinderella, regia di Ralph Nelson – film TV (1957)
- La famiglia Potter (The Tom Ewell Show) – serie TV, episodi 1x21-1x25 (1961)
- Le cause dell'avvocato O'Brien (The Trials of O'Brien) – serie TV, episodio 1x08 (1965)
- Capitan Nice (Captain Nice) – serie TV, 15 episodi (1967)
- Get Smart – serie TV, 2 episodi (1966-1968)
- Vita da strega (Bewitched) – serie TV (1966-1972)
- Un vero sceriffo (Nichols) – serie TV, 2 episodi (1971-1972)
- Mama Malone – serie TV, 1 episodio (1984)
- Autostop per il cielo (Highway to Heaven) – serie TV, episodio 2x04 (1985)
- Un salto nel buio (Tales from the Darkside) - serie TV, episodio 1x14 (1985)
- Super Vicki (Small Wonder) – serie TV, 4 episodi (1988)
- Quattro donne in carriera (Designing Woman) – serie TV, 48 episodi (1986-1993)
- Evening Shade – serie TV (1992-1994)
- Sabrina, vita da strega (Sabrina, the Teenage Witch) – serie TV, 1 episodio (1997)
- Dharma & Greg – serie TV, 1 episodio (1998)

## Doppiatrici italiane
- Wanda Tettoni in Il buio oltre la siepe
- Carla Todero in Capitan Nice